# 塔加马嫩特
塔加马嫩特，是西班牙加泰罗尼亚巴塞罗那省的一个市镇。总面积44平方公里，总人口318人（2001年），人口密度7人/平方公里。